# Campionato mondiale maschile under 21 di pallavolo 2007
Il campionato mondiale maschile under 21 di pallavolo 2007 si è svolto dal 7 al 15 luglio 2007 a Casablanca e Rabat, in Marocco: al torneo hanno partecipato dodici squadre nazionali under 21 e la vittoria finale è andata per la terza volta al Brasile.

## Qualificazioni
Al torneo hanno partecipato: la nazionale del paese organizzatore, una nazionale africana, qualificata tramite il campionato africano under 21 2006, due nazionali asiatiche, tutte qualificate tramite il campionato asiatico ed oceaniano under 20 2006, quattro nazionali europee, una qualificata tramite il campionato europeo under 20 2006 e tre tramite i gironi di qualificazione, due nazionali nordamericane, tutte qualificate tramite il campionato nordamericano under 21 2006, due nazionali sudamericane, tutte qualificate tramite il campionato sudamericano under 21 2006.

## Impianti
|                                                                           |                                                                        |  |
|                                                                           |                                                                        |  |
| Salle Mohammed V Città: Casablanca Capienza: 12 000 Anno d'apertura: 1981 | Salle Moulay Abdallah Città: Rabat Capienza: 10 000 Anno d'apertura: ? |  |

## Regolamento
Le squadre hanno disputato una prima fase a gironi, con formula del girone all'italiana; al termine della prima fase le prime due classificate di ogni girone hanno acceduto alla fase finale strutturata in semifinali, finale per il terzo posto e finale.

## Squadre partecipanti
| Squadra     | Qualificazione                                       | Ultima partecipazione |
| ----------- | ---------------------------------------------------- | --------------------- |
| Argentina   | 2ª al campionato sudamericano under 21 2006          | Polonia 2001          |
| Brasile     | 1ª al campionato sudamericano under 21 2006          | India 2005            |
| Bulgaria    | 1ª al torneo di qualificazione europeo (girone A)    | Iran 2003             |
| Cuba        | 1ª al campionato nordamericano under 21 2006         | India 2005            |
| Egitto      | 1ª al campionato africano under 21 2006              | Iran 2003             |
| Giappone    | 2ª al campionato asiatico ed oceaniano under 20 2006 | Polonia 2001          |
| Iran        | 1ª al campionato asiatico ed oceaniano under 20 2006 | India 2005            |
| Italia      | 1ª al torneo di qualificazione europeo (girone B)    | Iran 2003             |
| Marocco     | Paese organizzatore                                  | Thailandia 1999       |
| Russia      | 1ª al campionato europeo under 20 2006               | Iran 2003             |
| Slovenia    | 1ª al torneo di qualificazione europeo (girone C)    | Debutto               |
| Stati Uniti | 2ª al campionato nordamericano under 21 2006         | India 2005            |

## Torneo

### Prima fase
| Girone A | Girone B    |
| -------- | ----------- |
| Bulgaria | Argentina   |
| Cuba     | Brasile     |
| Giappone | Egitto      |
| Iran     | Russia      |
| Italia   | Slovenia    |
| Marocco  | Stati Uniti |

#### Girone A

##### Risultati
| 7 luglio 2007 Salle Mohammed V, Casablanca Durata: 1h:17 - Spettatori: 400    | Bulgaria | 0 - 3 | Iran     | 19-25, 17-25, 12-25               |
| 7 luglio 2007 Salle Mohammed V, Casablanca Durata: 1h:16 - Spettatori: 1 200  | Italia   | 3 - 0 | Cuba     | 27-25, 25-16, 25-17               |
| 7 luglio 2007 Salle Mohammed V, Casablanca Durata: 1h:46 - Spettatori: 2 200  | Marocco  | 1 - 3 | Giappone | 23-25, 16-25, 25-22, 17-25        |
| 8 luglio 2007 Salle Mohammed V, Casablanca Durata: 1h:56 - Spettatori: 250    | Giappone | 3 - 2 | Cuba     | 25-20, 21-25, 17-25, 25-15, 15-12 |
| 8 luglio 2007 Salle Mohammed V, Casablanca Durata: 2h:10 - Spettatori: 1 000  | Iran     | 3 - 2 | Italia   | 20-25, 17-25, 25-22, 25-21, 21-19 |
| 8 luglio 2007 Salle Mohammed V, Casablanca Durata: 1h:10 - Spettatori: 2 000  | Marocco  | 0 - 3 | Bulgaria | 20-25, 19-25, 16-25               |
| 9 luglio 2007 Salle Mohammed V, Casablanca Durata: 1h:59 - Spettatori: 450    | Bulgaria | 3 - 2 | Giappone | 24-26, 25-19, 25-16, 21-25, 15-12 |
| 9 luglio 2007 Salle Mohammed V, Casablanca Durata: 2h:08 - Spettatori: 1 000  | Cuba     | 3 - 2 | Iran     | 23-25, 25-17, 21-25, 25-23, 15-13 |
| 9 luglio 2007 Salle Mohammed V, Casablanca Durata: 1h:05 - Spettatori: 850    | Italia   | 3 - 0 | Marocco  | 25-22, 25-16, 25-13               |
| 10 luglio 2007 Salle Mohammed V, Casablanca Durata: 1h:55 - Spettatori: 120   | Giappone | 1 - 3 | Iran     | 22-25, 25-21, 18-25, 29-31        |
| 10 luglio 2007 Salle Mohammed V, Casablanca Durata: 1h:48 - Spettatori: 350   | Bulgaria | 3 - 2 | Italia   | 20-25, 25-20, 25-21, 18-25, 15-9  |
| 10 luglio 2007 Salle Mohammed V, Casablanca Durata: 1h:13 - Spettatori: 900   | Marocco  | 0 - 3 | Cuba     | 19-25, 22-25, 20-25               |
| 11 luglio 2007 Salle Mohammed V, Casablanca Durata: 1h:56 - Spettatori: 150   | Cuba     | 3 - 2 | Bulgaria | 17-25, 25-14, 27-29, 25-17, 19-17 |
| 11 luglio 2007 Salle Mohammed V, Casablanca Durata: 1h:37 - Spettatori: 900   | Italia   | 3 - 1 | Giappone | 20-25, 25-19, 25-18, 27-25        |
| 11 luglio 2007 Salle Mohammed V, Casablanca Durata: 1h:12 - Spettatori: 1 250 | Iran     | 3 - 0 | Marocco  | 25-15, 25-16, 25-14               |

##### Classifica
| Pos | Squadra  | Pt | G | V | P | SV | SP | Ratio | PF  | PS  | Ratio |
| --- | -------- | -- | - | - | - | -- | -- | ----- | --- | --- | ----- |
| 1   | Iran     | 9  | 5 | 4 | 1 | 14 | 6  | 2.333 | 463 | 408 | 1.135 |
| 2   | Italia   | 8  | 5 | 3 | 2 | 13 | 7  | 1.857 | 461 | 407 | 1.133 |
| 3   | Cuba     | 8  | 5 | 3 | 2 | 11 | 10 | 1.100 | 452 | 446 | 1.013 |
| 4   | Bulgaria | 8  | 5 | 3 | 2 | 11 | 10 | 1.100 | 438 | 441 | 0.993 |
| 5   | Giappone | 7  | 5 | 2 | 3 | 10 | 12 | 0.833 | 479 | 487 | 0.984 |
| 6   | Marocco  | 5  | 5 | 0 | 5 | 1  | 15 | 0.067 | 293 | 397 | 0.738 |

#### Girone B

##### Risultati
| 7 luglio 2007 Salle Moulay Abdallah, Rabat Durata: 1h:54 - Spettatori: 110   | Slovenia    | 1 - 3 | Argentina   | 25-16, 23-25, 23-25, 23-25        |
| 7 luglio 2007 Salle Moulay Abdallah, Rabat Durata: 2h:00 - Spettatori: 850   | Russia      | 3 - 1 | Brasile     | 28-26, 19-25, 27-25, 25-13        |
| 7 luglio 2007 Salle Moulay Abdallah, Rabat Durata: 2h:19 - Spettatori: 170   | Stati Uniti | 3 - 2 | Egitto      | 17-25, 26-28, 25-16, 25-22, 18-16 |
| 8 luglio 2007 Salle Moulay Abdallah, Rabat Durata: 1h:15 - Spettatori: 100   | Egitto      | 0 - 3 | Slovenia    | 18-25, 18-25, 13-25               |
| 8 luglio 2007 Salle Moulay Abdallah, Rabat Durata: 1h:33 - Spettatori: 1 000 | Russia      | 0 - 3 | Stati Uniti | 26-28, 22-25, 27-29               |
| 8 luglio 2007 Salle Moulay Abdallah, Rabat Durata: 1h:17 - Spettatori: 180   | Brasile     | 3 - 0 | Argentina   | 25-10, 25-18, 25-22               |
| 9 luglio 2007 Salle Moulay Abdallah, Rabat Durata: 1h:55 - Spettatori: 65    | Argentina   | 1 - 3 | Egitto      | 16-25, 25-23, 24-26, 23-25        |
| 9 luglio 2007 Salle Moulay Abdallah, Rabat Durata: 1h:49 - Spettatori: 400   | Stati Uniti | 1 - 3 | Brasile     | 22-25, 25-20, 18-25, 19-25        |
| 9 luglio 2007 Salle Moulay Abdallah, Rabat Durata: 1h:19 - Spettatori: 380   | Slovenia    | 0 - 3 | Russia      | 19-25, 20-25, 22-25               |
| 10 luglio 2007 Salle Moulay Abdallah, Rabat Durata: 1h:09 - Spettatori: 80   | Brasile     | 3 - 0 | Egitto      | 25-17, 25-14, 25-13               |
| 10 luglio 2007 Salle Moulay Abdallah, Rabat Durata: 1h:30 - Spettatori: 500  | Russia      | 3 - 0 | Argentina   | 25-23, 25-18, 25-22               |
| 10 luglio 2007 Salle Moulay Abdallah, Rabat Durata: 2h:13 - Spettatori: 250  | Stati Uniti | 3 - 2 | Slovenia    | 23-25, 25-17, 25-23, 20-25, 15-9  |
| 11 luglio 2007 Salle Moulay Abdallah, Rabat Durata: 1h:19 - Spettatori: 200  | Argentina   | 3 - 0 | Stati Uniti | 25-20, 25-20, 25-20               |
| 11 luglio 2007 Salle Moulay Abdallah, Rabat Durata: 1h:47 - Spettatori: 890  | Slovenia    | 1 - 3 | Brasile     | 12-25, 28-26, 20-25, 17-25        |
| 11 luglio 2007 Salle Moulay Abdallah, Rabat Durata: 1h:11 - Spettatori: 170  | Egitto      | 0 - 3 | Russia      | 12-25, 17-25, 21-25               |

##### Classifica
| Pos | Squadra     | Pt | G | V | P | SV | SP | Ratio | PF  | PS  | Ratio |
| --- | ----------- | -- | - | - | - | -- | -- | ----- | --- | --- | ----- |
| 1   | Brasile     | 9  | 5 | 4 | 1 | 13 | 5  | 2.600 | 435 | 354 | 1.229 |
| 2   | Russia      | 9  | 5 | 4 | 1 | 12 | 4  | 3.000 | 399 | 345 | 1.157 |
| 3   | Stati Uniti | 8  | 5 | 3 | 2 | 10 | 10 | 1.000 | 445 | 451 | 0.987 |
| 4   | Argentina   | 7  | 5 | 2 | 3 | 7  | 10 | 0.700 | 367 | 403 | 0.911 |
| 5   | Slovenia    | 6  | 5 | 1 | 4 | 7  | 12 | 0.583 | 406 | 424 | 0.958 |
| 6   | Egitto      | 6  | 5 | 1 | 4 | 5  | 13 | 0.385 | 349 | 424 | 0.823 |

### Fase finale

#### Finali 1º e 3º posto
|  | Semifinali | Semifinali | Semifinali |        |         | 1º/2º posto | 1º/2º posto | 1º/2º posto |  |
|  |            |            |            |        |         |             |             |             |  |
|  | Italia     | Italia     | 2          |        |         |             |             |             |  |
|  | Italia     | Italia     | 2          |        |         |             |             |             |  |
|  | Brasile    | Brasile    | 3          |        |         |             |             |             |  |
|  | Brasile    | Brasile    | 3          |        | Brasile | Brasile     | 3           |             |  |
|  |            |            |            |        | Brasile | Brasile     | 3           |             |  |
|  |            |            | Russia     | Russia | 0       |             |             |             |  |
|  | Iran       | Iran       | Russia     | Russia | 0       | 1           |             |             |  |
|  | Iran       | Iran       |            |        |         | 1           |             |             |  |
|  | Russia     | Russia     | 3          |        |         | 3º/4º posto | 3º/4º posto | 3º/4º posto |  |
|  | Russia     | Russia     | 3          |        |         |             |             |             |  |
|  |            |            |            |        |         |             |             |             |  |
|  |            |            |            |        |         | Italia      | Italia      | 1           |  |
|  |            |            |            |        |         | Italia      | Italia      | 1           |  |
|  |            |            |            |        |         | Iran        | Iran        | 3           |  |

##### Semifinali
| 14 luglio 2007 Salle Mohammed V, Casablanca Durata: 2h:03 - Spettatori: 1 200 | Italia | 2 - 3 | Brasile | 18-25, 25-15, 27-25, 20-25, 8-15 |
| 14 luglio 2007 Salle Mohammed V, Casablanca Durata: 1h:49 - Spettatori: 1 200 | Iran   | 1 - 3 | Russia  | 25-21, 22-25, 23-25, 21-25       |

##### Finale 3º posto
| 15 luglio 2007 Salle Mohammed V, Casablanca Durata: 1h:48 - Spettatori: 1 500 | Italia | 1 - 3 | Iran | 25-27, 25-19, 20-25, 17-25 |

##### Finale
| 15 luglio 2007 Salle Mohammed V, Casablanca Durata: 1h:17 - Spettatori: 3 000 | Brasile | 3 - 0 | Russia | 25-18, 25-18, 25-19 |

#### Finali 5º e 7º posto
|  | Semifinali  | Semifinali  | Semifinali |           |         | 5º/6º posto | 5º/6º posto | 5º/6º posto |  |
|  |             |             |            |           |         |             |             |             |  |
|  | Bulgaria    | Bulgaria    | 3          |           |         |             |             |             |  |
|  | Bulgaria    | Bulgaria    | 3          |           |         |             |             |             |  |
|  | Stati Uniti | Stati Uniti | 0          |           |         |             |             |             |  |
|  | Stati Uniti | Stati Uniti | 0          |           | Brasile | Brasile     | 0           |             |  |
|  |             |             |            |           | Brasile | Brasile     | 0           |             |  |
|  |             |             | Argentina  | Argentina | 3       |             |             |             |  |
|  | Cuba        | Cuba        | Argentina  | Argentina | 3       | 0           |             |             |  |
|  | Cuba        | Cuba        |            |           |         | 0           |             |             |  |
|  | Argentina   | Argentina   | 3          |           |         | 7º/8º posto | 7º/8º posto | 7º/8º posto |  |
|  | Argentina   | Argentina   | 3          |           |         |             |             |             |  |
|  |             |             |            |           |         |             |             |             |  |
|  |             |             |            |           |         | Stati Uniti | Stati Uniti | 3           |  |
|  |             |             |            |           |         | Stati Uniti | Stati Uniti | 3           |  |
|  |             |             |            |           |         | Cuba        | Cuba        | 1           |  |

##### Semifinali
| 14 luglio 2007 Salle Mohammed V, Casablanca Durata: 1h:23 - Spettatori: 120 | Bulgaria | 3 - 0 | Stati Uniti | 26-24, 25-20, 25-22 |
| 14 luglio 2007 Salle Mohammed V, Casablanca Durata: 1h:19 - Spettatori: 110 | Cuba     | 0 - 3 | Argentina   | 20-25, 19-25, 23-25 |

##### Finale 7º posto
| 15 luglio 2007 Salle Mohammed V, Casablanca Durata: 1h:50 - Spettatori: 75 | Stati Uniti | 3 - 1 | Cuba | 30-28, 20-25, 25-23, 25-20 |

##### Finale 5º posto
| 15 luglio 2007 Salle Mohammed V, Casablanca Durata: 1h:12 - Spettatori: 65 | Bulgaria | 0 - 3 | Argentina | 24-26, 15-25, 20-25 |

#### Finali 9º e 11º posto
|  | Semifinali | Semifinali | Semifinali |          |        | 9º/10º posto  | 9º/10º posto  | 9º/10º posto  |  |
|  |            |            |            |          |        |               |               |               |  |
|  | Giappone   | Giappone   | 1          |          |        |               |               |               |  |
|  | Giappone   | Giappone   | 1          |          |        |               |               |               |  |
|  | Egitto     | Egitto     | 3          |          |        |               |               |               |  |
|  | Egitto     | Egitto     | 3          |          | Egitto | Egitto        | 1             |               |  |
|  |            |            |            |          | Egitto | Egitto        | 1             |               |  |
|  |            |            | Slovenia   | Slovenia | 3      |               |               |               |  |
|  | Marocco    | Marocco    | Slovenia   | Slovenia | 3      | 0             |               |               |  |
|  | Marocco    | Marocco    |            |          |        | 0             |               |               |  |
|  | Slovenia   | Slovenia   | 3          |          |        | 11º/12º posto | 11º/12º posto | 11º/12º posto |  |
|  | Slovenia   | Slovenia   | 3          |          |        |               |               |               |  |
|  |            |            |            |          |        |               |               |               |  |
|  |            |            |            |          |        | Giappone      | Giappone      | 3             |  |
|  |            |            |            |          |        | Giappone      | Giappone      | 3             |  |
|  |            |            |            |          |        | Marocco       | Marocco       | 1             |  |

##### Semifinali
| 14 luglio 2007 Salle Mohammed V, Casablanca Durata: 1h:39 - Spettatori: 100 | Giappone | 1 - 3 | Egitto   | 26-24, 24-26, 20-25, 19-25 |
| 14 luglio 2007 Salle Mohammed V, Casablanca Durata: 1h:17 - Spettatori: 200 | Marocco  | 0 - 3 | Slovenia | 17-25, 18-25, 23-25        |

##### Finale 11º posto
| 15 luglio 2007 Salle Mohammed V, Casablanca Durata: 1h:44 - Spettatori: 100 | Giappone | 3 - 1 | Marocco | 25-23, 25-23, 20-25, 25-21 |

##### Finale 9º posto
| 15 luglio 2007 Salle Mohammed V, Casablanca Durata: 1h:36 - Spettatori: 120 | Egitto | 1 - 3 | Slovenia | 23-25, 25-23, 19-25, 16-25 |

## Classifica finale
| Pos | Squadra     | Rosa |
| --- | ----------- | --- |
|     | Brasile     | Formazione: 1 Campos, 2 Hage, 3 de Deus, 4 Banderó, 5 Barth, 7 Gelinski, 8 de Souza, 9 da Costa, 11 Faccin, 14 Costa, 15 de Assis, 16 Santos, CT: Oncken                          |
|     | Russia      | Formazione: 1 Michajlov, 2 Il'inych, 3 Krasikov, 4 Fomenko, 7 Syčev, 8 Birjukov, 10 Čefranov, 11 Martynjuk, 16 Bagrej, 17 Kozicyn, 18 Kiričenko, CT: Zajcev                       |
|     | Iran        | Formazione: 1 Sousanabadi, 3 Jahandideh, 4 Mousavi, 6 Sharifat, 7 Zadvan, 8 Sajadi, 9 Mahmoudi, 10 Keshavarzi, 11 Davoodi, 13 Najafi, 16 Alizadeh, 18 Narimanezhad, CT: Karkhaneh |
| 4   | Italia      | |
| 5   | Argentina   | |
| 6   | Bulgaria    | |
| 7   | Stati Uniti | |
| 8   | Cuba        | |
| 9   | Slovenia    | |
| 10  | Egitto      | |
| 11  | Giappone    | |
| 12  | Marocco     | |

## Premi individuali
| Premio                | Nome             | Squadra |
| --------------------- | ---------------- | ------- |
| MVP                   | Deivid Costa     | Brasile |
| Miglior marcatore     | Matteo Martino   | Italia  |
| Miglior attaccante    | Matteo Martino   | Italia  |
| Miglior servizio      | Maksim Michajlov | Russia  |
| Miglior muro          | Deivid Costa     | Brasile |
| Miglior palleggiatore | Davide Saitta    | Italia  |
| Miglior ricevitore    | Matteo Martino   | Italia  |